# Jaromír Zmrhal
Jaromír Zmrhal, né le 2 août 1993 à Žatec, est un footballeur international tchèque. Il évolue au poste de milieu gauche à l'Apollon Limassol.

## Carrière

### En équipe nationale
Avec les espoirs, Jaromír Zmrhal participe au championnat d'Europe espoirs 2015 organisé dans son pays natal. Lors de cette compétition, il joue trois matchs, contre le Danemark, la Serbie et l'Allemagne.
Il honore sa première sélection avec la Tchéquie le 11 octobre 2016, lors d'un match contre l'Azerbaïdjan. Cette rencontre disputée à Ostrava rentre dans le cadre des éliminatoires du mondial 2018.
Un mois plus tard, il inscrit son premier but avec l'équipe tchèque contre la Norvège (victoire deux buts à un).

## Statistiques
| Saison                | Club                  | Championnat           | Championnat | Championnat | Coupe(s) nationale(s) | Coupe(s) nationale(s) | Compétition(s) continentale(s) | Compétition(s) continentale(s) | Compétition(s) continentale(s) | Tchéquie | Tchéquie | Total | Total |
| Saison                | Club                  | Division              | M.          | B.          | M.                    | B.                    | Comp.                          | M.                             | B.                             | M.       | B.       | M.    | B.    |
| 2012-2013             | Slavia Prague         | Gambrinus Liga        | 28          | 1           | 0                     | 0                     | -                              | -                              | -                              | -        | -        | 28    | 1     |
| 2013-2014             | Slavia Prague         | Gambrinus Liga        | 29          | 0           | 5                     | 0                     | -                              | -                              | -                              | -        | -        | 34    | 0     |
| 2014-2015             | Slavia Prague         | Synot liga            | 26          | 4           | 0                     | 0                     | -                              | -                              | -                              | -        | -        | 26    | 4     |
| 2015-2016             | Slavia Prague         | Synot liga            | 27          | 4           | 1                     | 1                     | -                              | -                              | -                              | -        | -        | 28    | 5     |
| 2016-2017             | Slavia Prague         | Synot liga            | 13          | 3           | 2                     | 0                     | C3                             | 5                              | 0                              | 2        | 1        | 22    | 4     |
| 2017-2018             | Slavia Prague         | Synot liga            | 21          | 5           | 3                     | 0                     | C3                             | 5                              | 0                              | 1        | -        | 30    | 5     |
| 2018-2019             | Slavia Prague         | Fortuna liga          | 23          | 4           | 1                     | -                     | C3                             | 12                             | 2                              | 3        | -        | 39    | 6     |
| Total sur la carrière | Total sur la carrière | Total sur la carrière | 123         | 12          | 8                     | 1                     | -                              | 5                              | 0                              | 2        | 1        | 138   | 14    |

## Palmarès
- Champion de Tchéquie en 2017 et en 2019 avec le Slavia Prague
- Vice-champion de Tchéquie en 2018 avec le Slavia Prague
- Vainqueur de la Coupe de Tchéquie en 2018 et en 2019 avec le Slavia Prague